# Águas Boas e Forles
Águas Boas e Forles (llamada oficialmente União das Freguesias de Águas Boas e Forles) es una freguesia portuguesa del municipio de Sátão, distrito de Viseu.

## Historia
Fue creada el 28 de enero de 2013 en aplicación de una resolución de la Asamblea de la República de Portugal promulgada el 16 de enero de 2013 con la unión de las freguesias de Águas Boas y Forles, pasando su sede a estar situada en la antigua freguesia de Águas Boas.

## Demografía
| Gráfica de evolución demográfica de Águas Boas e Forles entre 2011 y 2021 |
|                                                                           |
| Datos según el nomenclátor publicado por el INE portugués.                |